# Schöneiche bei Berlin
Schöneiche bei Berlin est une commune de l’arrondissement d'Oder-Spree, au Brandebourg, en Allemagne. Elle comptait 12789 habitants en décembre 2019.